# Belgian Reactor 3
Belgian Reactor 3 (BR3) – belgijski badawczy reaktor wodny ciśnieniowy pracujący w latach 1962–1987, położony koło miejscowości Mol; pierwszy reaktor PWR jaki powstał poza terytorium Stanów Zjednoczonych i pierwszy taki zdemontowany. Reaktor zasilał demonstracyjną elektrownię jądrową, służącą do testowania różnych elementów paliwowych. Placówka stanowiła również centrum edukacji dla kadr planowanych belgijskich elektrowni jądrowych. W latach pracy elektrowni niemal każdy pracownik elektrowni jądrowej Doel i Tihange odbywał staż lub pracował wcześniej właśnie w BR3. Szkolono tu także pierwszych operatorów francuskich reaktorów PWR.
Budowę rozpoczęto 1 listopada 1957 w kooperacji z Francją. Sam reaktor został dostarczony przez amerykańską firmę Westinghouse (był to pierwszy reaktor tej firmy w Europie). Elektryczna moc netto wynosiła 10 MW (12 MW brutto; termiczna 42 MW). Reaktor obsługiwany był przez SCK•CEN.
Reaktor osiągnął stan krytyczny (samopodtrzymującą się reakcję łańcuchową) 19 sierpnia 1962. Dwudziestego piątego października tego samego roku został podłączony do sieci elektrycznej. Trwale wyłączony 30 czerwca 1987 stał się pierwszym reaktorem typu PWR wyłączonym w Europie. Demontaż elektrowni (rozpoczęty w 1991), i dwóch innych wybranych, był finansowany (od 1989) z europejskiego funduszu badań nad wiedzą naukową i technologiczną na temat demontażu i dezaktywacji elektrowni jądrowych (EC-CND) w rzeczywistych warunkach. Demontaż zakończono w 2011.

## Kampanie paliwowe
Przez cały swój czas pracy reaktor wygenerował 964,6 GWh energii elektrycznej, z której do sieci dostarczono 851,7 GWh, działając średnio przez 40,2% czasu w ramach 11 kampanii paliwowych (załadunków paliwa). Przez wiele lat w reaktorze różne kraje testowały swoje konstrukcje elementów paliwowych.
| Nr kampanii | Data rozpoczęcia     | Data zakończenia  | Wygenerowania energia elektry. brutto (GWh) | Wygenerowana energia elektry. netto (GWh) | Względny czas pracy reaktora (%) |
| ----------- | -------------------- | ----------------- | ------------------------------------------- | ----------------------------------------- | -------------------------------- |
| 1           | 10 października 1962 | 21 sierpnia 1963  | 45,8                                        | 40,8                                      | 62                               |
| 2           | 2 grudnia 1963       | 31 lipca 1964     | 55,5                                        | 51,1                                      | 90                               |
| 3           | 29 listopada 1966    | 18 listopada 1968 | 159,9                                       | 142,9                                     | 90                               |
| 4           | 31 lipca 1969        | 20 grudnia 1970   | 79,2                                        | 67,1                                      | 91                               |
| 5           | 25 września 1972     | 11 stycznia 1974  | 89,4                                        | 78,7                                      | 80                               |
| 6           | 2 lipca 1974         | 27 czerwca 1975   | 47,9                                        | 40,2                                      | 76                               |
| 7           | 15 lipca 1976        | 15 kwietnia 1978  | 132,0                                       | 117,1                                     | 96                               |
| 8           | 22 czerwca 1979      | 26 września 1980  | 97,5                                        | 87,2                                      | 86                               |
| 9           | 21 września 1981     | 1 kwietnia 1983   | 98,0                                        | 86,3                                      | 90                               |
| 10          | 13 lipca 1984        | 11 listopada 1985 | 89,5                                        | 79,2                                      | 94                               |
| 11          | 3 lipca 1986         | 30 czerwca 1987   | 69,6                                        | 61,2                                      | 92                               |